# 横山孝兼
横山 孝兼（よこやま たかかね、生没年不詳）は、平安時代の横山党の武士 。武蔵国の人物。横山経兼の子。隆兼とも。通称:新大夫 。

## 略歴
隆兼は源為義の被官であり、多くの娘を海老名氏、波多野氏などの有力御家人に嫁がせた 。

## 系譜
- 父:横山経兼

- 子:横山時重
- 子:横山孝遠
- 子:横山忠重
- 子:横山経忠
- 子:梶原景清室（梶原景時母）
- 子: 秩父重弘の妻